# Monika Ertl
Monika Ertl, coneguda pel nom de guerra «Imilla», (Múnic, 17 d'agost de 1937 - El Alto, 12 de maig de 1973) va ser una guerrillera germano-boliviana, membre de l'Exèrcit d'Alliberament Nacional de Bolívia (ELN). Se li atribueix l'assassinat del coronel Roberto Quintanilla Pereira, màxim responsable de l'escamot assassí del Che Guevara, quan aquest exercia de cònsol a Hamburg l'any 1971.

## Trajectòria
Ertl va néixer el 17 d'agost de 1937 a la ciutat alemanya de Múnic. El seu pare fou Hans Ertl, camerògraf de la cineasta Leni Riefenstahl. Després de la Segona Guerra Mundial el seu pare va emigrar a Bolívia i l'any 1952 hi va anar a viure la resta de la família. El seu pare, després de continuar filmant durant un cert temps, va començar una nova vida a la granja "La Dolorida" on criava bestiar. Durant aquest temps de rodatge amb el seu pare va aprendre a utilitzar tant la càmera de cinema com les armes de foc. L'any 1958 es va casar amb un enginyer miner germano-bolivià i se'n van anar a viure al nord de Xile, prop de les mines de coure. Després de gairebé deu anys de matrimoni es va divorciar perquè no se sentia feliç veient-se ningunejada com a consort. L'any 1969 es va relacionar amb els supervivents de l'Exèrcit d'Alliberament Nacional de Bolívia (ELN), moviment guerriller dirigit pel Che Guevara. Després d'ajudar-la en petites ocasions, finalment s'hi va incorporar i va passar a la clandestinitat. Va iniciar una relació sentimental amb Inti Peredo, líder de l'ELN, el successor del Che Guevara. Peredo va ser assassinat pel servei secret de Bolívia el 9 de setembre de 1969.
A Alemanya, es va donar a conèixer com «la venjadora del Che Guevara» per la seva implicació en l'assassinat del coronel Roberto Quintanilla Pereira, el 1971 a Hamburg. Tot i que no s'ha demostrat del tot, es pot suposar amb seguretat que va disparar a Quintanilla qui, en aquell temps, estava a Hamburg com a cònsol bolivià. A l'escena del crim es van trobar unes ulleres, una perruca, un revòlver Cobra 38 Spezial i un missatge escrit amb les paraules «Victoria o Muerte» ("Victòria o Mort"), un eslògan recurrent de l'ELN. L'ex líder ELN de Bolívia, Chato Peredo, va confirmar en una entrevista filmada pel director alemany Christian Baudissin l'any 1988, que Quintanilla era un objectiu prioritari de l'organització perquè havia estat el responsable d'ordenar que les mans del cadàver de Guevara fossin tallades i enviades a La Paz per a la seva identificació. També va afirmar que Ertl, «després de dur a terme la missió a Hamburg», va tornar a Cuba.
El 12 de maig de 1973, després d'estar en missió encoberta per reorganitzar l'ELN a Bolívia durant diversos dies, les forces de seguretat bolivianes van emboscar-la i assassinar-la, juntament amb un altre guerriller, a la ciutat del Alto, prop de la Paz. Segons Régis Debray, Ertl també preparava el segrest de l'ex-cap de la Gestapo de Lió Klaus Barbie per portar-lo a Xile i, per tant, a disposició de la justícia de França, on era requerit com a criminal de guerra nazi. En aquell moment, Barbie era un conegut assessor de seguretat del govern bolivià i tenia un exèrcit privat.

## A la cultura popular
- Ertl es troba entre els personatges destacats d'un relat fictici de la seva família, que porta per títol Los Afectos i fou escrit pel bolivià Rodrigo Hasbún.[8]
- L'any 1998 Christian Baudissin enregistrà la pel·lícula documental Gesucht: Monika Ertl sobre la seva vida.[9]